# Альварес Ривера, Карлос
Карлос Альварес Ривера (исп. Carlos Álvarez Rivera; родился 6 августа 2003) — испанский футболист, полузащитник клуба «Леванте».

## Клубная карьера
Уроженец Санлукар-ла-Майора (провинция Севилья), Карлос является воспитанником футбольной академии местного клуба «Севилья». 21 декабря 2022 года дебютировал в основном составе «Севильи» в матче Кубка Испании против клуба «Хувентуд де Торремолинос», отметившись забитым мячом. 8 января 2023 года дебютировал в испанской Ла Лиге, выйдя на замену Оливеру Торресу в матче против «Хетафе».

## Карьера в сборной
Выступал за сборные Испании до 16, до 17 и до 19 лет.